# Вильям Риддел
Уильям Ридделл и сыновья (англ. William Riddell & Sons Ltd) — шотландская компания по производству виски.

## История
Согласно архивным документам, первые Ридделли прибыли в Йоркшир (Шотландия) из Гаскони (Франция). Первое письменное упоминание имени Ридделл (Riddell) зафиксировано в Нортумберленде — Ридделлу была выделена земля нормандским королём Вильгельмом за выдающиеся заслуги и героизм в битве при Гастингсе в 1066 г.
Первый из носящих имя Ридделл, сэр Уильям Ридделл (William Riddell), в 1296 г. присягнул на верность английскому королю Эдварду I.
Один из членов семьи — Роберт Ридделл (1755—1794), был дружен с Робертом Бёрнсом. Уильям Ридделл, основатель компании, был купцом и торговал разным алкоголем. Он начинал свою карьеру торговцем, но, будучи истинным шотландцем, он с детства мечтал о создании уникального купажа виски.
Ведомый своей мечтой, Уильям исследовал каждый уголок родной Шотландии в поисках лучших солодовых и зерновых виски, которые бы легли в основу нового купажа. На протяжении всего пути надежной опорой ему служили сыновья Томас и Джон. Так появился рецепт купажа, собранного из 5 зерновых и 30 солодовых виски.

## О компании
В начале 2006 г. группа компаний VASCO INTERNATIONAL SARL, главный офис которой находится в Люксембурге, вместе с дочерней компанией United Brands Investments (Великобритания), выкупили контрольный пакет акций компании по производству виски, William Riddell & Sons (Глазго, Шотландия).
Это компания по производству выдержанного шотландского виски, имеющая собственные акцизные склады для
выдерживания и хранения.
Гордостью компании являются спирты, выдержанные более 50 лет. К моменту приобретения группой VASCO, производство простаивало на протяжении двух лет, но в настоящее время работа предприятия полностью возобновилась.

## Продукция
- Стандартный William Riddell Rare Aged 8 y.o., включающий также «бочковые» версии (cask finishes): WR Ale Cask 8 y.o. и WR Sherry Cask 8 y.o.;
- Делюкс William Riddell 12, 15, 18 и 21 лет — также дополнительно выдержанные в течение 6 месяцев в соответствующих бочках